# Manchester United Football Club 1970-1971
Questa voce raccoglie le informazioni riguardanti il Manchester United Football Club nelle competizioni ufficiali della stagione 1970-1971.

## Stagione
All'inizio della stagione il Manchester United ottenne buoni risultati in Coppa di Lega giugendo fino alle semifinali contro l'Aston Villa, mentre in campionato scese lentamente nelle posizioni di bassa classifica. In seguito all'eliminazione dalla competizione nazionale contro un club allora militante in terza divisione e a un pareggio per 4-4 contro il Derby County che fece sprofondare i Red Devils al diciottesimo posto, l'allenatore Wilf McGuinness venne retrocesso al suo vecchio ruolo di tecnico delle giovanili, favorendo il ritorno temporaneo di Matt Busby.
Il nuovo tecnico dovette affrontare immediatamente l'eliminazione della squadra dalla FA Cup per mano del Middlesbrough e i problemi disciplinari di George Best, messo fuori rosa dopo aver saltato la preparazione per un incontro con il Chelsea per incontrare l'attrice Sinéad Cusack. I Red Devils conclusero la stagione all'ottavo posto, immediatamente a ridosso della nuova zona UEFA.

## Maglie
Le divise in uso dal 1963 rimasero invariate.
| Casa | Trasferta | Terza divisa |  |

## Rosa
| N. |                        | Ruolo | Calciatore    |
| -- | ---------------------- | ----- | ------------- |
|    | Inghilterra (bandiera) | P     | Jimmy Rimmer  |
|    | Inghilterra (bandiera) | P     | Alex Stepney  |
|    | Scozia (bandiera)      | D     | Francis Burns |
|    | Scozia (bandiera)      | D     | Ian Donald    |
|    | Irlanda (bandiera)     | D     | Tony Dunne    |
|    | Inghilterra (bandiera) | D     | Paul Edwards  |
|    | Inghilterra (bandiera) | D     | Steven James  |
|    | Inghilterra (bandiera) | D     | Tommy O'Neill |
|    | Inghilterra (bandiera) | D     | David Sadler  |
|    | Scozia (bandiera)      | D     | Ian Ure       |
|    | Scozia (bandiera)      | D     | Willie Watson |
|    | Inghilterra (bandiera) | D     | Tony Young    |

| N. |                             | Ruolo | Calciatore       |
| -- | --------------------------- | ----- | ---------------- |
|    | Inghilterra (bandiera)      | C     | John Aston       |
|    | Irlanda del Nord (bandiera) | C     | George Best      |
|    | Inghilterra (bandiera)      | C     | Bobby Charlton   |
|    | Scozia (bandiera)           | C     | Pat Crerand      |
|    | Scozia (bandiera)           | C     | John Fitzpartick |
|    | Scozia (bandiera)           | C     | Willie Morgan    |
|    | Italia (bandiera)           | C     | Carlo Sartori    |
|    | Inghilterra (bandiera)      | C     | Nobby Stiles     |
|    | Inghilterra (bandiera)      | A     | Alan Gowling     |
|    | Inghilterra (bandiera)      | A     | Brian Kidd       |
|    | Scozia (bandiera)           | A     | Denis Law        |